# FAM71F2
FAM71F2 (англ. Family with sequence similarity 71 member F2) – білок, який кодується однойменним геном, розташованим у людей на короткому плечі 7-ї хромосоми. Довжина поліпептидного ланцюга білка становить 309 амінокислот, а молекулярна маса — 34 516.
| 10         |  | 20         |  | 30         |  | 40         |  | 50         |
| ---------- |  | ---------- |  | ---------- |  | ---------- |  | ---------- |
| MSKIRGLPPE |  | VREPGPGVEL |  | GVENGLLCQL |  | IHSPEFNLFS |  | NSVVFESNFI |
| QTHVPEADFQ |  | VTKPGNWRDV |  | CEGSATVILG |  | VTSSVPSLPL |  | PNVLLMANVT |
| WPQGPFTTWS |  | TPGDAPVINL |  | SRLLPLKYVE |  | LRIYDRLQRI |  | LRVRTVTEKI |
| YYLKLHEKHP |  | EIVFQFWVRL |  | VKILQKGLSI |  | TTKDPRIKFT |  | HCLVPKMPTN |
| STETTPENSL |  | LSSPQPSEPL |  | VLLAAEQTSG |  | SFSQLSGKPQ |  | LTADRNNDTA |
| IEIDNCSSYK |  | IPSPVASPIN |  | LNIPMRAALS |  | HSLWEQEDWN |  | EHLLQVHIAS |
| YLGEHFLGA  |  |            |  |            |  |            |  |            |

A: Аланін

C: Цистеїн

D: Аспарагінова кислота

E: Глутамінова кислота

F: Фенілаланін

G: Гліцин

H: Гістидин

I: Ізолейцин

K: Лізин

L: Лейцин

M: Метіонін

N: Аспарагін

P: Пролін

Q: Глутамін

R: Аргінін

S: Серин

T: Треонін

V: Валін

W: Триптофан

Кодований геном білок за функцією належить до фосфопротеїнів. 
Задіяний у такому біологічному процесі, як альтернативний сплайсинг. 